# Снітків
Сні́тків  — село в Україні, у Мурованокуриловецькій селищній громаді Могилів-Подільського району Вінницької області. Відстань до центру громади — 21 км. Найближча залізнична станція Котюжани за 8 км.

## Географія, клімат
Село Снітків лежить в південно-західній частині Вінницької області, межує з селом Супівка Копайгородської селищної громади. Клімат у селі помірний. Розташоване на горбистій місцевості (околиці теж гористі). Зі східної сторони села росте ліс, а з півночі — яблуневий сад. Через село протікає річка Караєць, яка є притокою Дністра. Неподалік центру села є невеликий став, і за селом — теж кілька ставків. У селі росте багато дерев: яблунь, груш, сливові та вишневі садки, кущі смородини та малини, морозостійкий виноград. Обабіч доріг та на межах зростають високі дерева ясеня, акації, липи.

## Історична довідка
Населення станом на січень 2023 року становить 582 осіб.
За часів Речі Посполитої — з 1720 року — містечко в Летичівському повіті Подільського воєводства. 1765 року в Сніткові і сусідніх селах проживав 281 представник єврейської громади.
На рубежі 18-19 століть у селі була збудована Теодором Дзержеком садиба палацу в класичному стилі. Проіснувала до 1917 року.
За переписом 1897 року, жителів у Сніткові — 2886, серед яких 1126 євреїв. 
7 (20) листопада 1917 року, відповідно до Третього Універсалу Української Центральної Ради, увійшло до складу Української Народної Республіки.
У роки Другої світової війни діяло гетто, куди нацистами насильно зганялися євреї.
12 червня 2020 року, відповідно до Розпорядження Кабінету Міністрів України № 707-р «Про визначення адміністративних центрів та затвердження територій територіальних громад Вінницької області», увійшло до складу Мурованокуриловецької селищної громади.
19 липня 2020 року, в результаті адміністративно-територіальної реформи та ліквідації Мурованокуриловецького району, село увійшло до складу новоутвореного Могилів-Подільського району.

## Пам'ятки та їхня історія
- Старі частини польського-католицького, єврейського, православного кладовищ;
- Каплиця-усипальниця (костел) роду Дзержків (1800 р.);
- Могили ксьондзів Антонія Кулеши і Яна Завадського (католицьке кладовище);
- Склеп маршалка Йозефа Красовського;
- Склеп хіміка Вінценти Стадніцького;
- Могили жертв чуми 1798 р.;
- Костел, збудований 1857 р., з 1966 року — Будинок культури;[6]
- Земська («біла») школа;
- Будинок єврейського купця Зібельберга («червона» школа) 1907 р.;
- Братська могила жертв нацизму, західна околиця села (1944);
- Пам'ятний знак жертвам Голодомору та політичних репресій, дерев'яний хрест (2008);
- Пам'ятник, встановлений на місці снітківського гетто, де були розстріляні тисячі людей 21 серпня 1942 року (встановлено 21 серпня 2014 р.).

У 2000 році в Сніткові працювала експедиція на єврейському кладовищі, очолювана Борисом Хаймовичем. В експедиції працювала й кандидат архітектури, науковий співробітник, викладач Європейського університету в Санкт-Пертербурзі Алла Соколова. Фотографії мацейв снітківського кладовища були прочитані колегою Соколової Мариною Брук. Було розшифровано щонайменше 9 епітафій.

## Економіка
ТОВ «Тріада-МК» займається вирощуванням суниці, малини, ожини, лохини, вишні, яблук на площі понад 700 га.
На полях за селом фермерські господарства вирощують пшеницю, жито, цукровий буряк, соняшник. Ґрунти села родючі. Мешканці вирощують картоплю та різні овочі. На полях і пагорбах зростає багато медоносних рослин і трав, тому тут мешканці займаються бджільництвом. Багато домогосподарств вирощують корів та свиней.

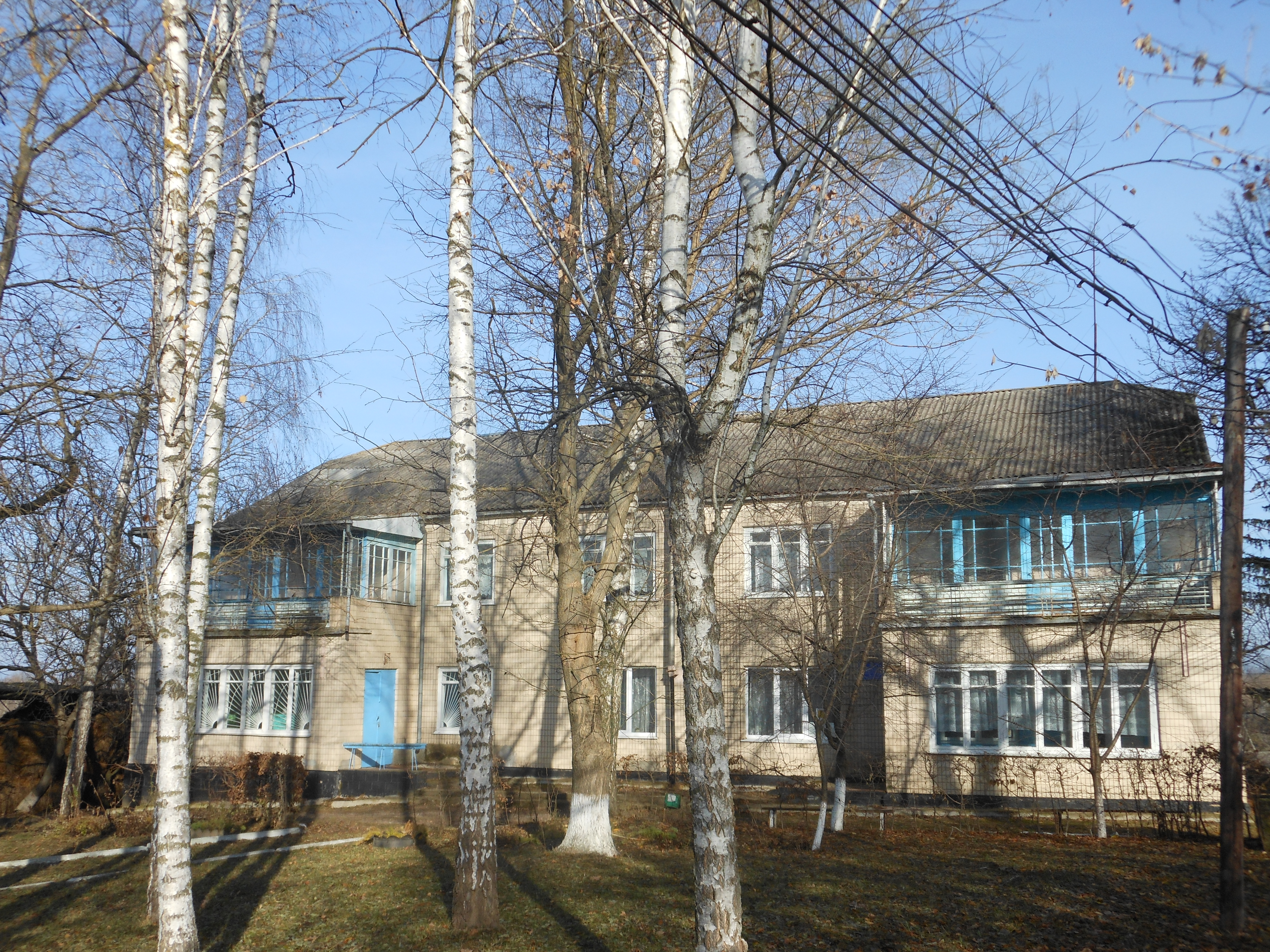
Снітків, ФАП

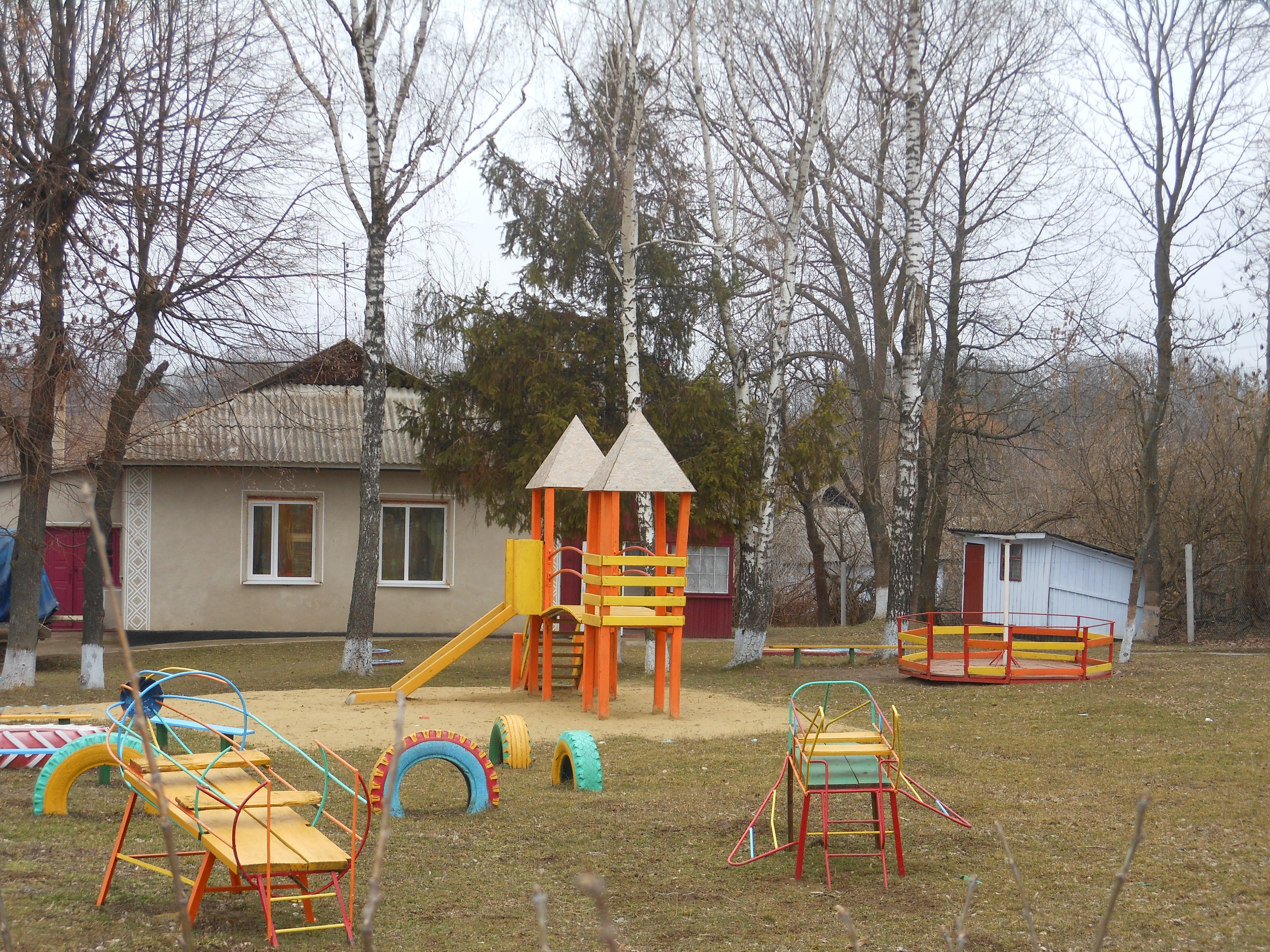
Сільський садочок

## Відомі люди
- Антоній Кулеша — ксьондз, збудував в 1857 р. костьол в Сніткові
- Іона Семенович Мельниченко — земський лікар
- Олена Семенівна Мельниченко — учителька
- Онуфрій Антонович Трачук — учитель
- Мар'ян Соколовський (1897—1988) — ксьондз у Сніткові з 1921 по 1927 рік
- Мельниченко О. С. — учитель
- Трачук О. А. — учитель
- Кучинський Йосип Антонович — доктор католицької соціології[10]
- Вінсентій Стадніцький (1835 —1869) — польський поміщик, хімік, похований на католицькому кладовищі

### Власники села
- Катажина Чурило — власниця Сніткова XVI ст.
- Ян Богуш — власник Сніткова XVI ст.
- Ієронім Язловецький(~1570 — 1607) — подільський воєвода (1605–1607), власник Сніткова.
- Олександр Дідушицький (каштелян) (1600—1653) — власник маєтку в Сніткові, гербу Сас, каштелян любачівський у 1646—1653 роки.
- Адам Дзєржек (? — 1663) — власник Сніткова, маршалок шляхти Могилівського повіту.
- Франциск Богуш — власник спадкового маєтку в Сніткові, отримав від польського короля Августа в 1720 р. Привілей на розбудову містечка Снітків за магдебурським правом.
- Рафал Дзержек(1738-?) — власник Сніткова, генерал-майор, кавалер ордена св. Станіслава, маршалок Летичівського сеймику.
- Теодор Дзержек — брат Рафала Дзєржека, власник Сніткова, полковник, кавалер ордена св. Станіслава, маршалок шляхти Могилівського повіту.

## Відомі уродженці та мешканці
- Джєк Фрейгер — журналіст, емігрував у США. Надрукував спогади про Снітків.
- Іуд Ламед Маламут — журналіст, поет, гуморист. У 1930 р. написав книгу «Снітків. Моє містечко» на ідиш.
- Марк Львович Кац (1906—1990)  — доктор фізичних наук, професор, декан фізичного факультету Саратовського університету
- Гнат Опольський (1885—1937) — ксьондз репресований. Розстріляний в Соловецькій тюрмі. Реабілітований 1989 р.
- Констянтин Сафронович Славінський (1882—1942) — архімандрит
- Верхацький І. Т. — комбайнер
- Грінченко Й. Д. — учасник жовтневого перевороту 1917 р.
- Гуцол Михайло Андрійович — музикант, Заслужений працівник культури України, керівник Зразкового дитячого духового оркестру «Партеніт» (АР Крим).

Учасники російсько-української війни
- Вознюк Олександр Степанович (24.03.1969 Шовковичне, Кримська обл. — 12.05.2024, Стариця, Чугуївський р-н, Харківська обл.) — солдат Збройних сил України[11]
- Генделяк Сергій Олександрович (25.09.1992 — 31.10.2023, Первомайське Донецька область) — солдат Збройних сил України[12].
- Родін Микола Миколайович (01.07.1979, Курашівці — 19.05.2024, Стариця, Чугуївський р-н, Харківська обл.) — солдат Збройних сил України[13]
- Синчак Анатолій Анатолійович (1972—2015) — молодший сержант Збройних сил України.
- Цимбалюк Олексій Вікторович (28.01.1989 — 13.01.2024, Тягинка, Бериславський р-н, Херсонська обл.) — старший навідник, старший матрос ЗСУ[14][15].

## Пам'ятки природи
На північний захід за селом розмістилась цікава місцина ботанічний заказник місцевого значення, яка захоплює багатьох під час цвітіння диких жовтих ірисів — «Долина ірисів».

## Галерея

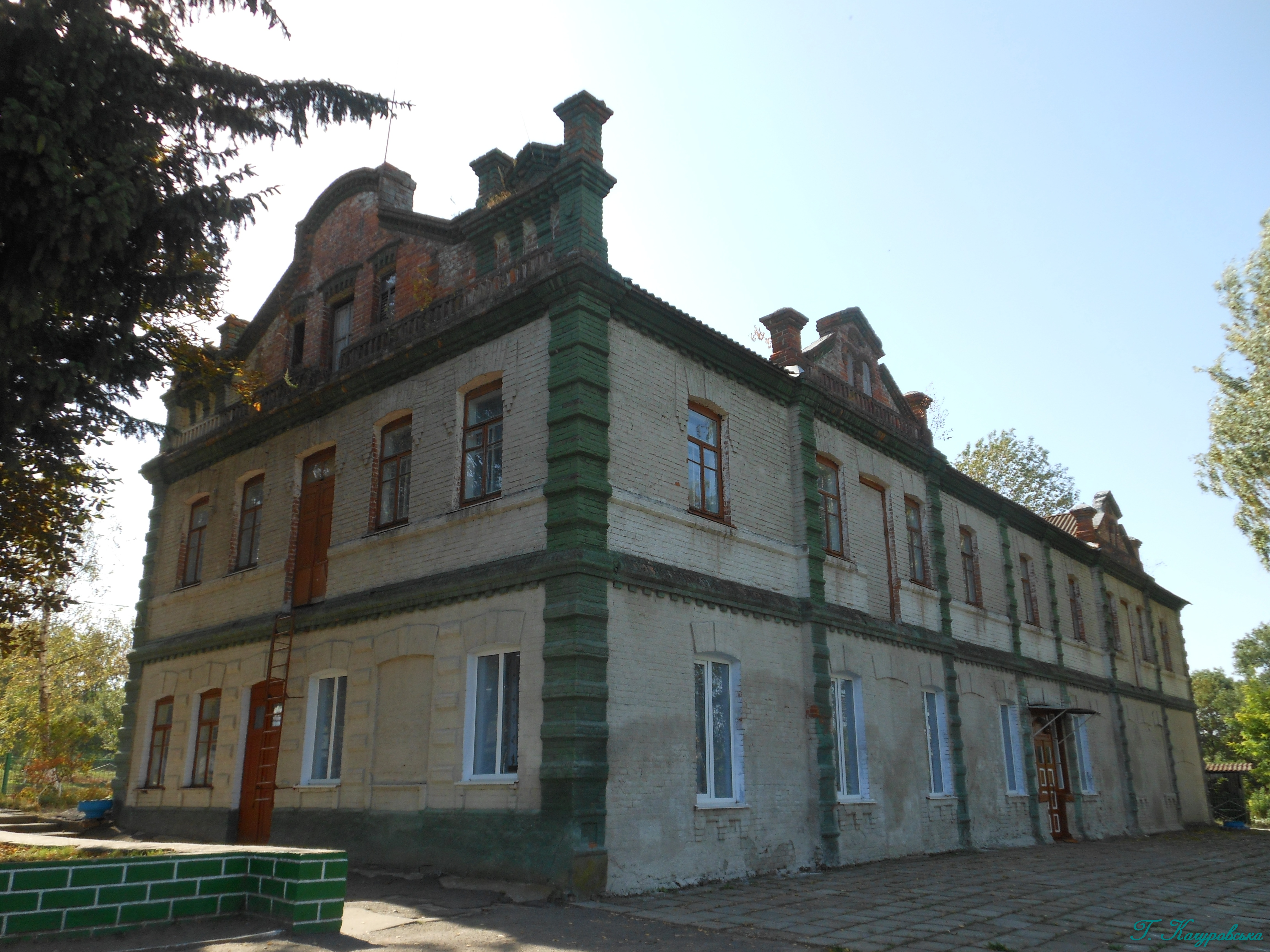
Снітківська (Червона) школа 1907 р.
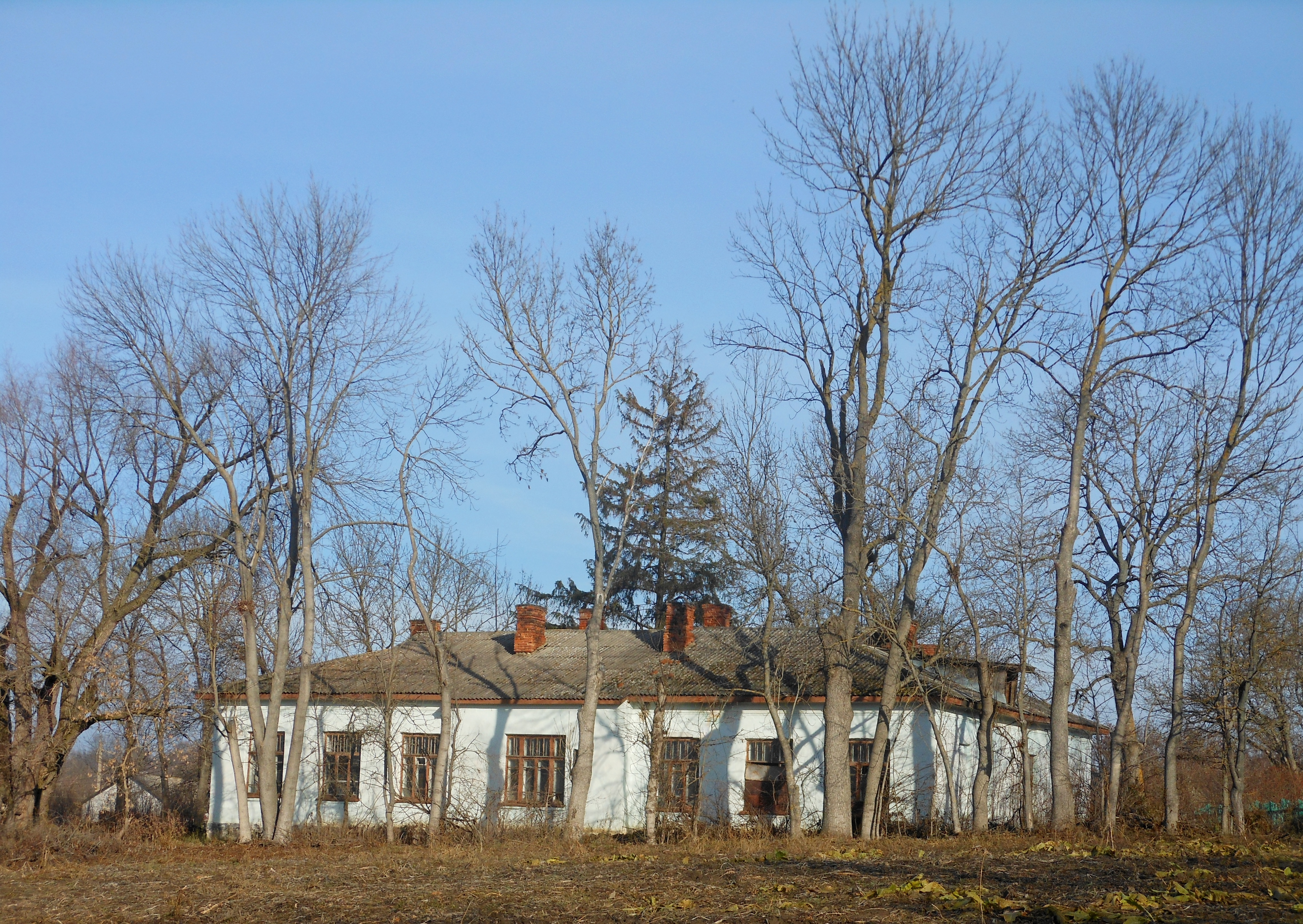
Земська (Біла) школа
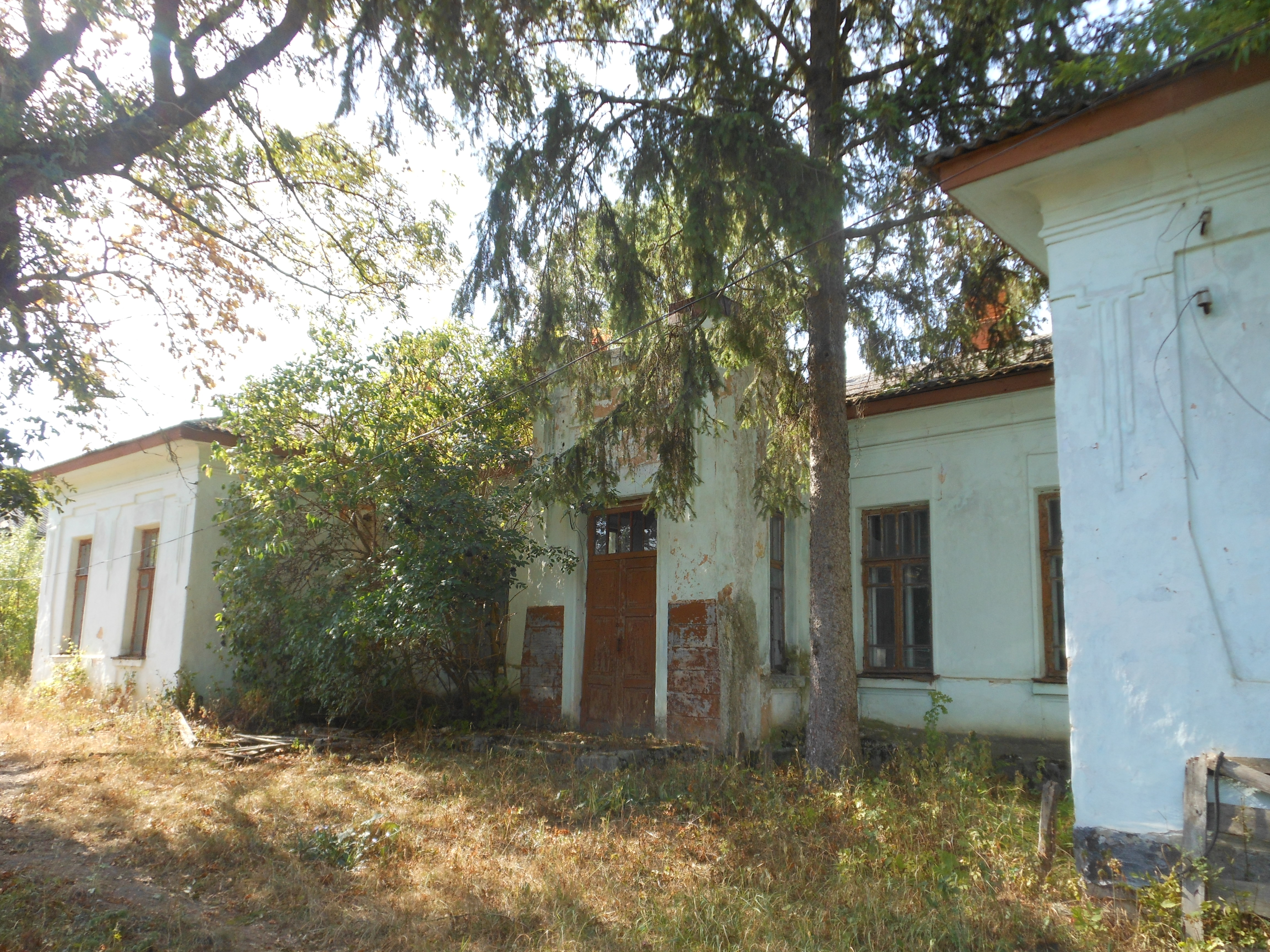
Біла школа
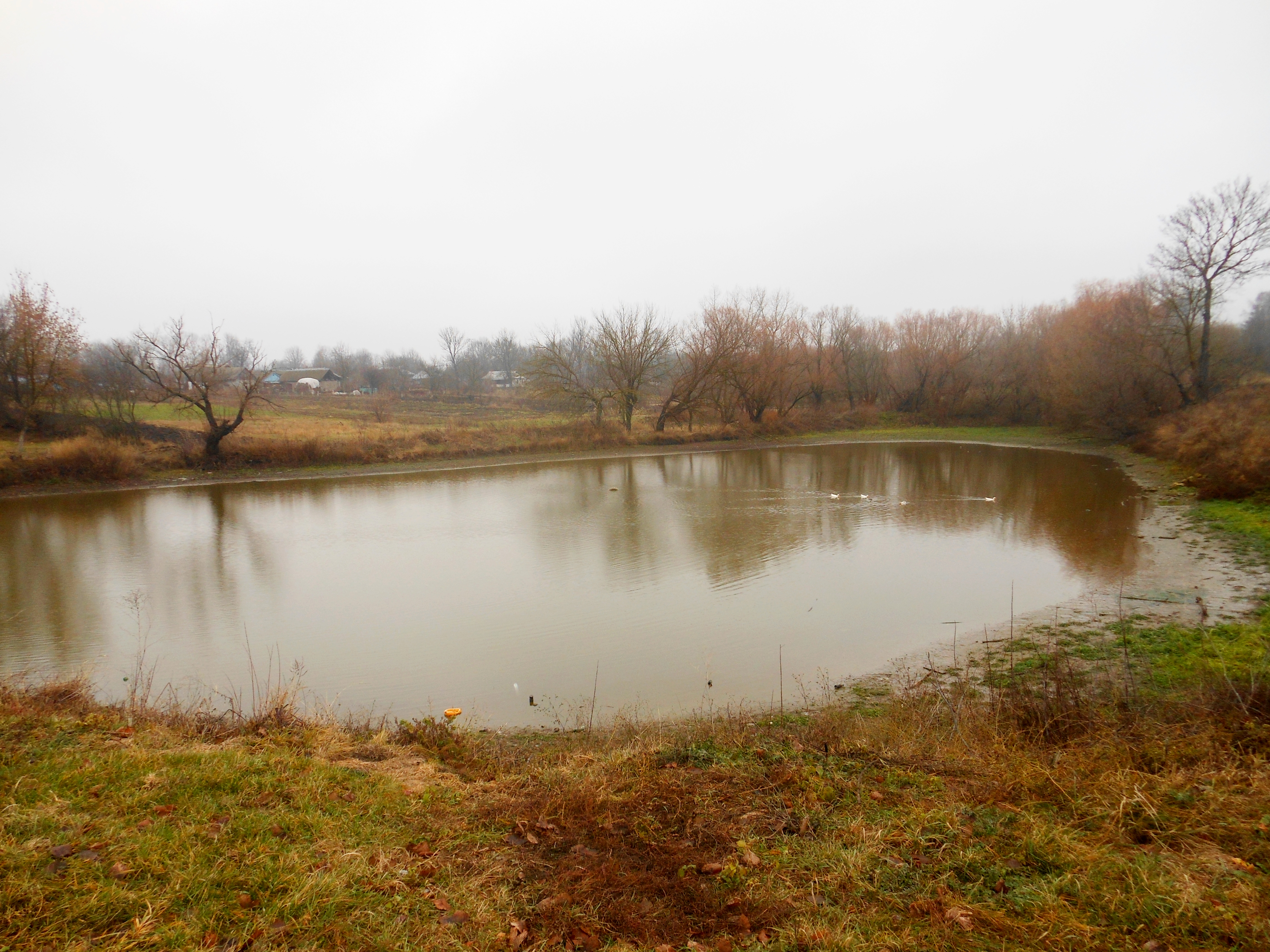
Панський став у центрі села
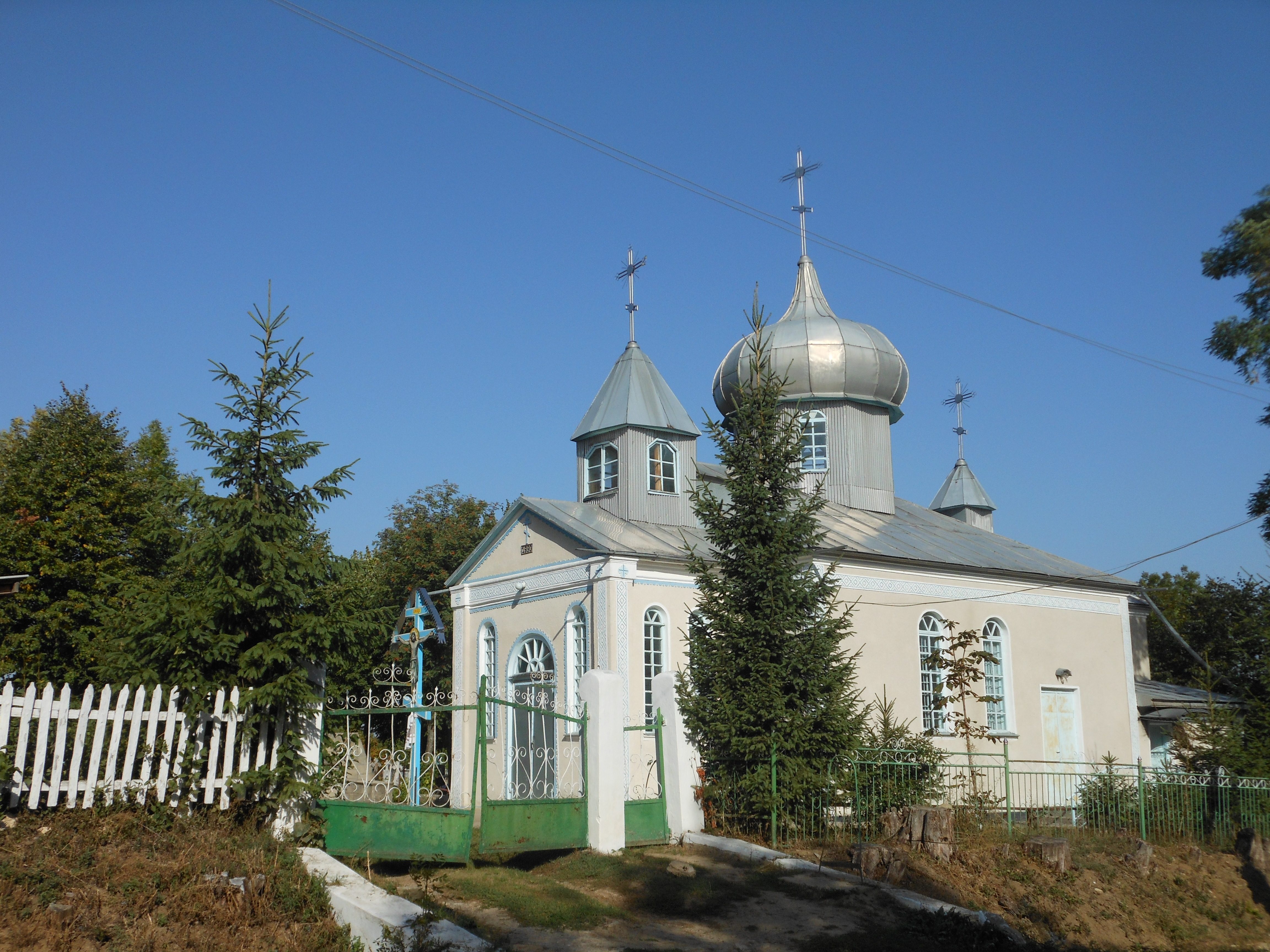
Церква 1990 р.
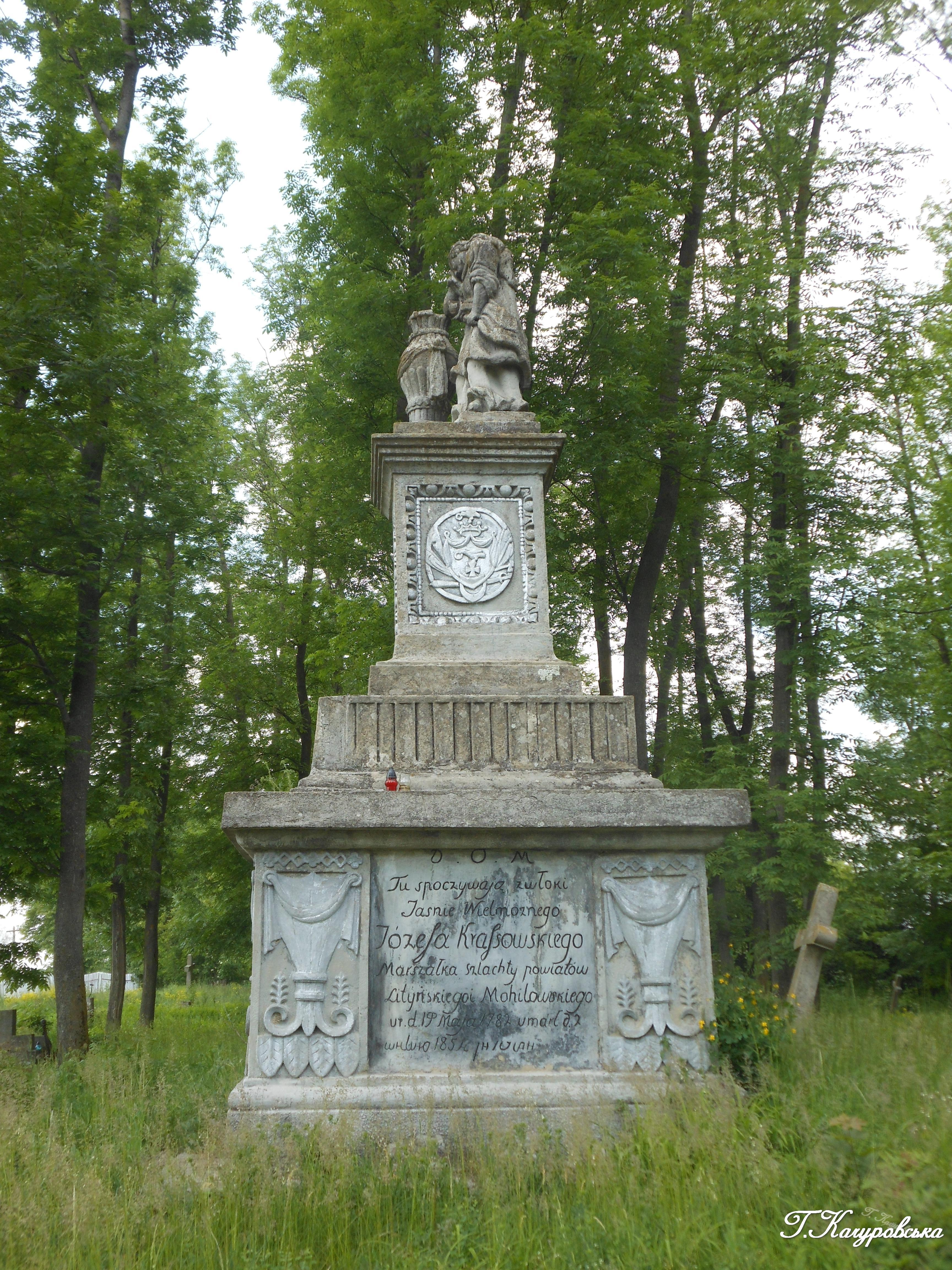
Склеп маршалка Юзефа Крафсовського
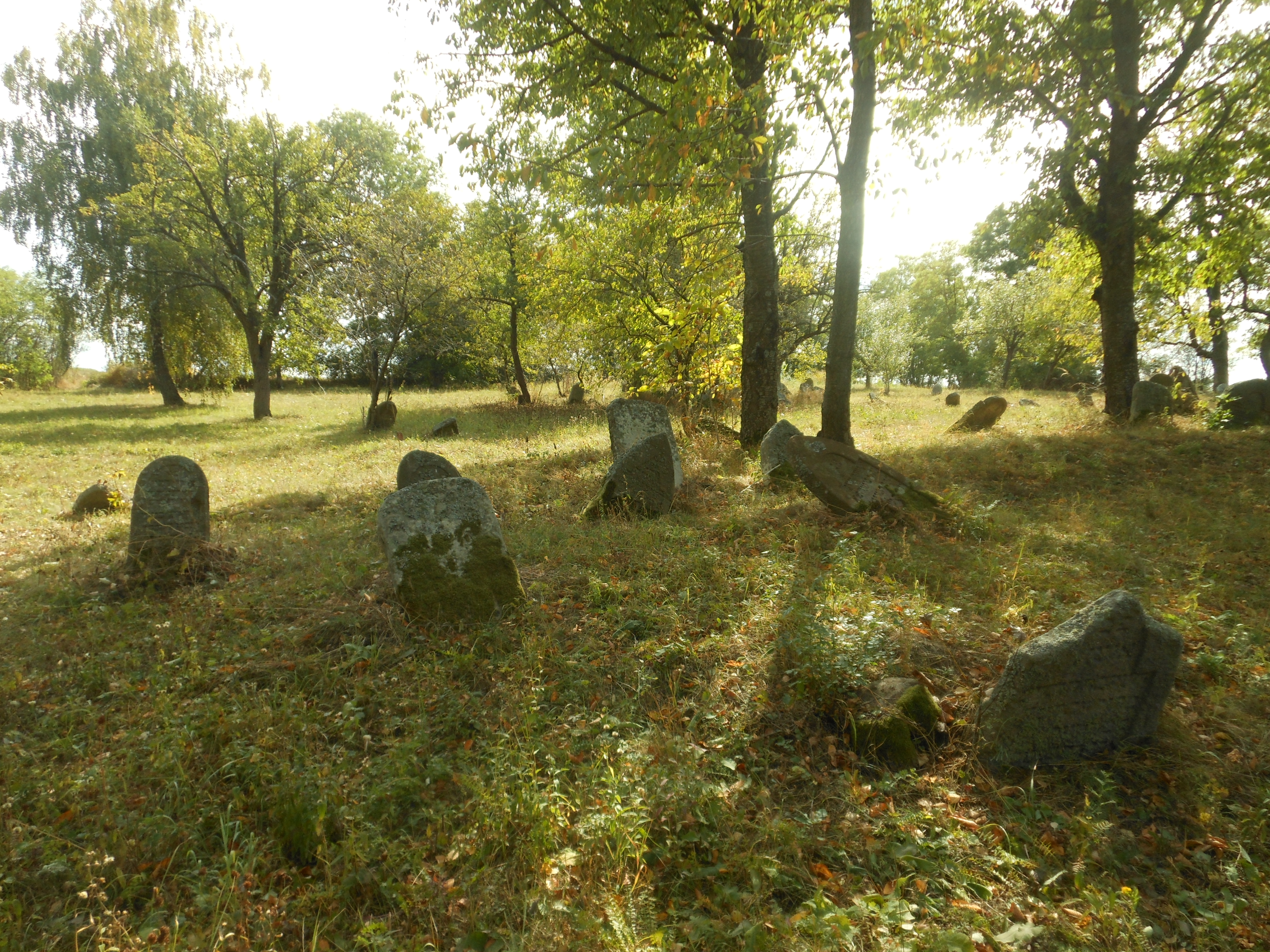
Єврейське кладовище (2019)
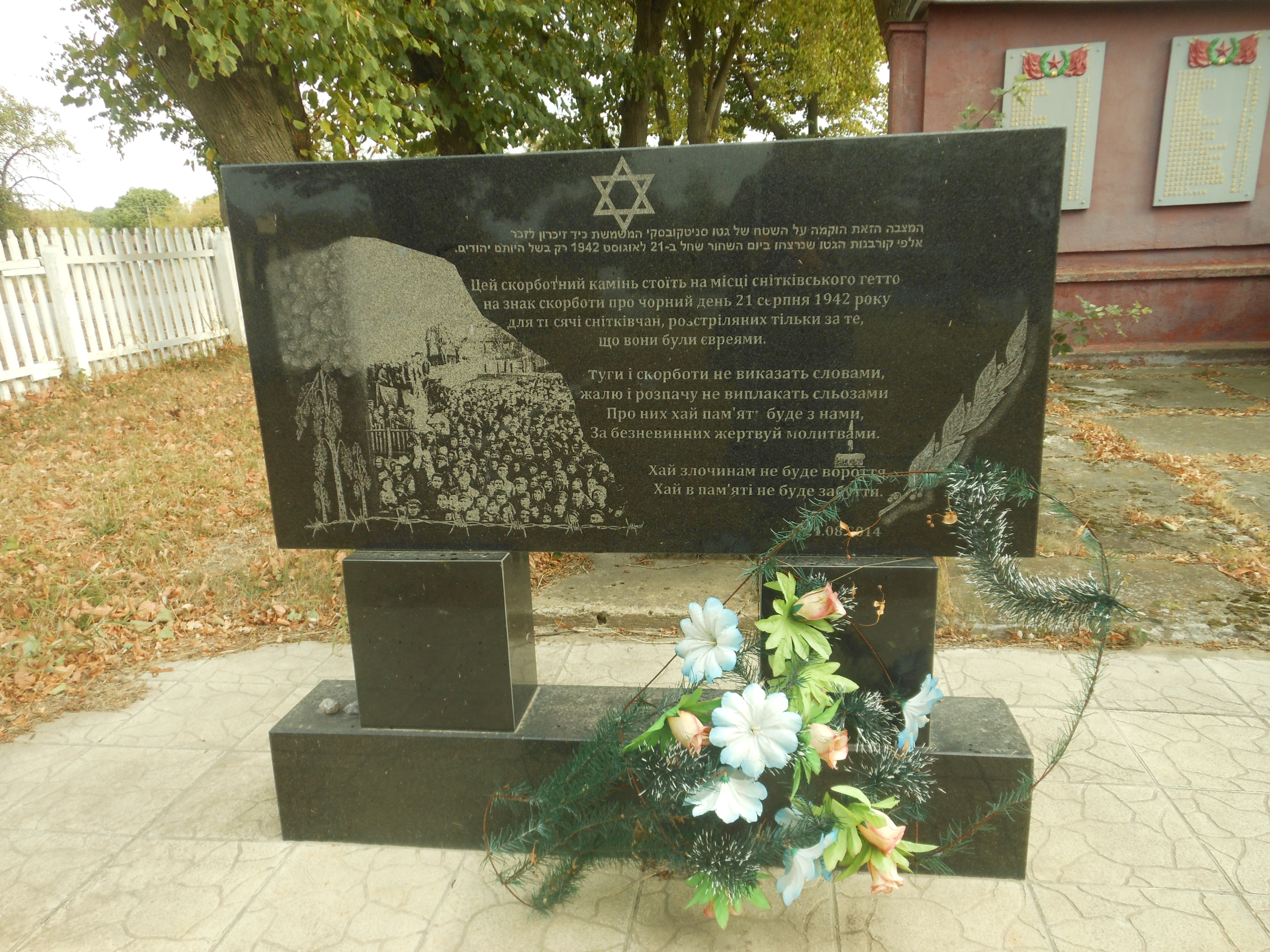
Пам'ятник на місці снітківського гетто

Пам'ятник воїнам, загиблим під час Другої світової (2015 р.)
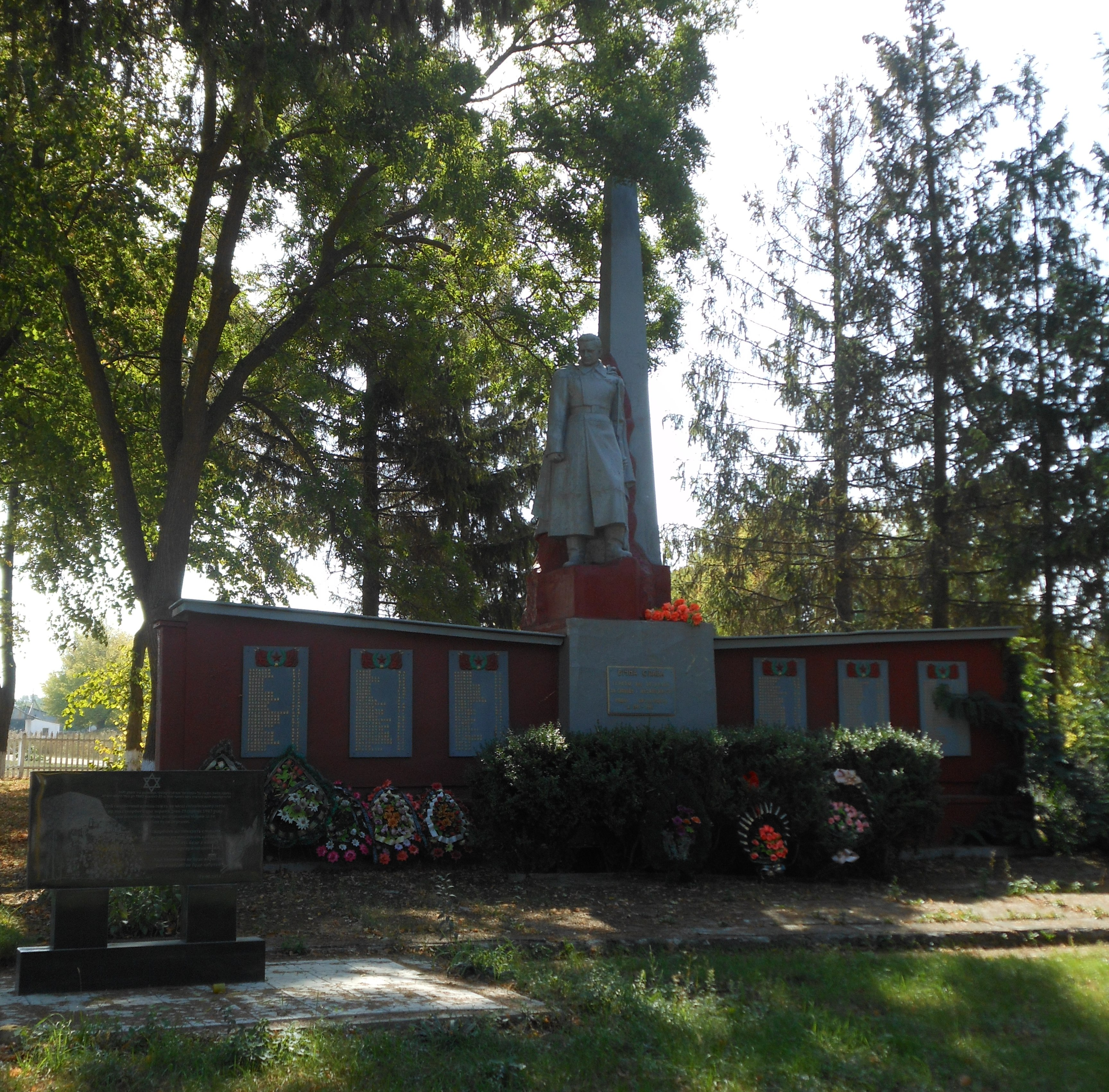
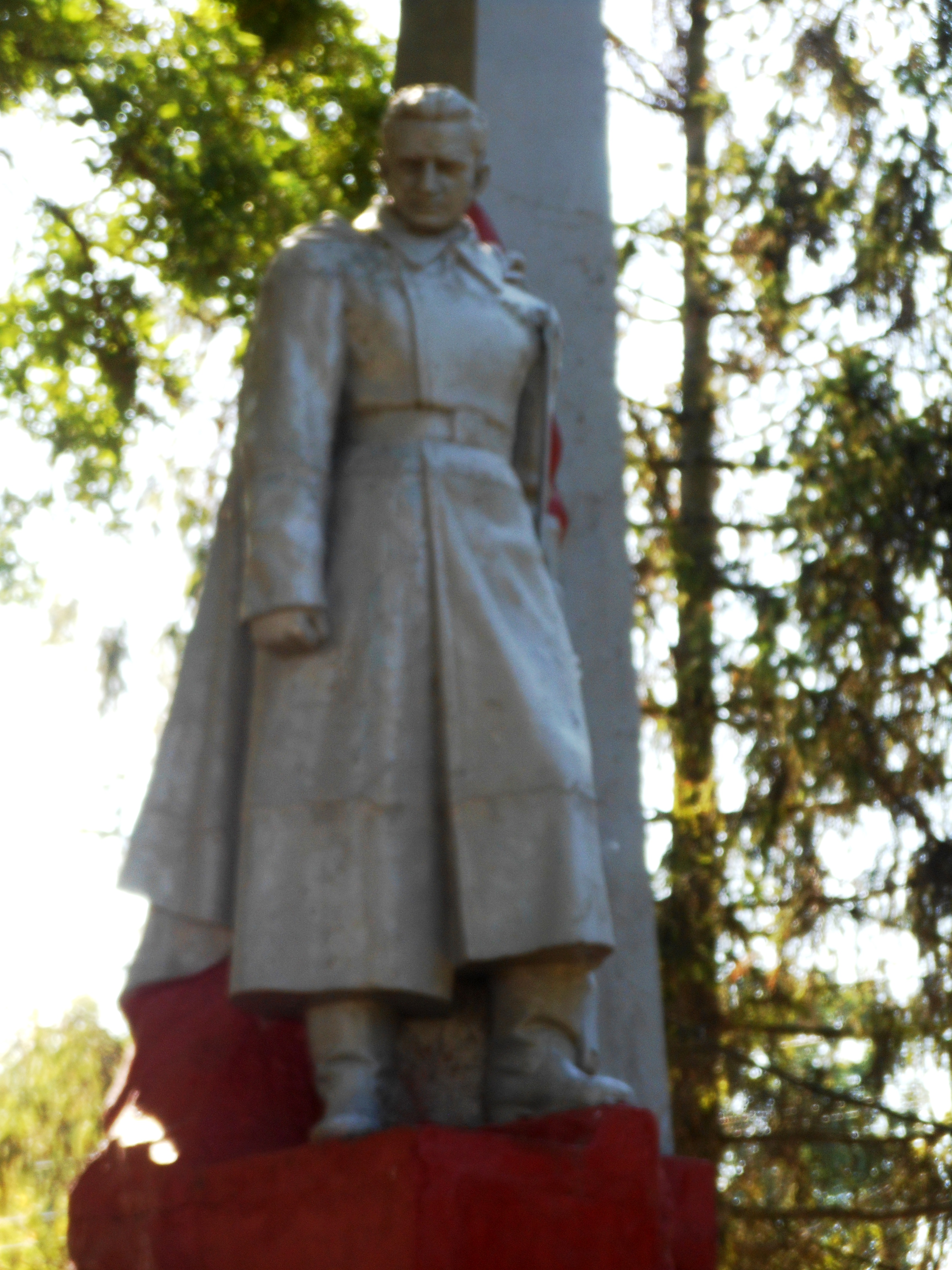
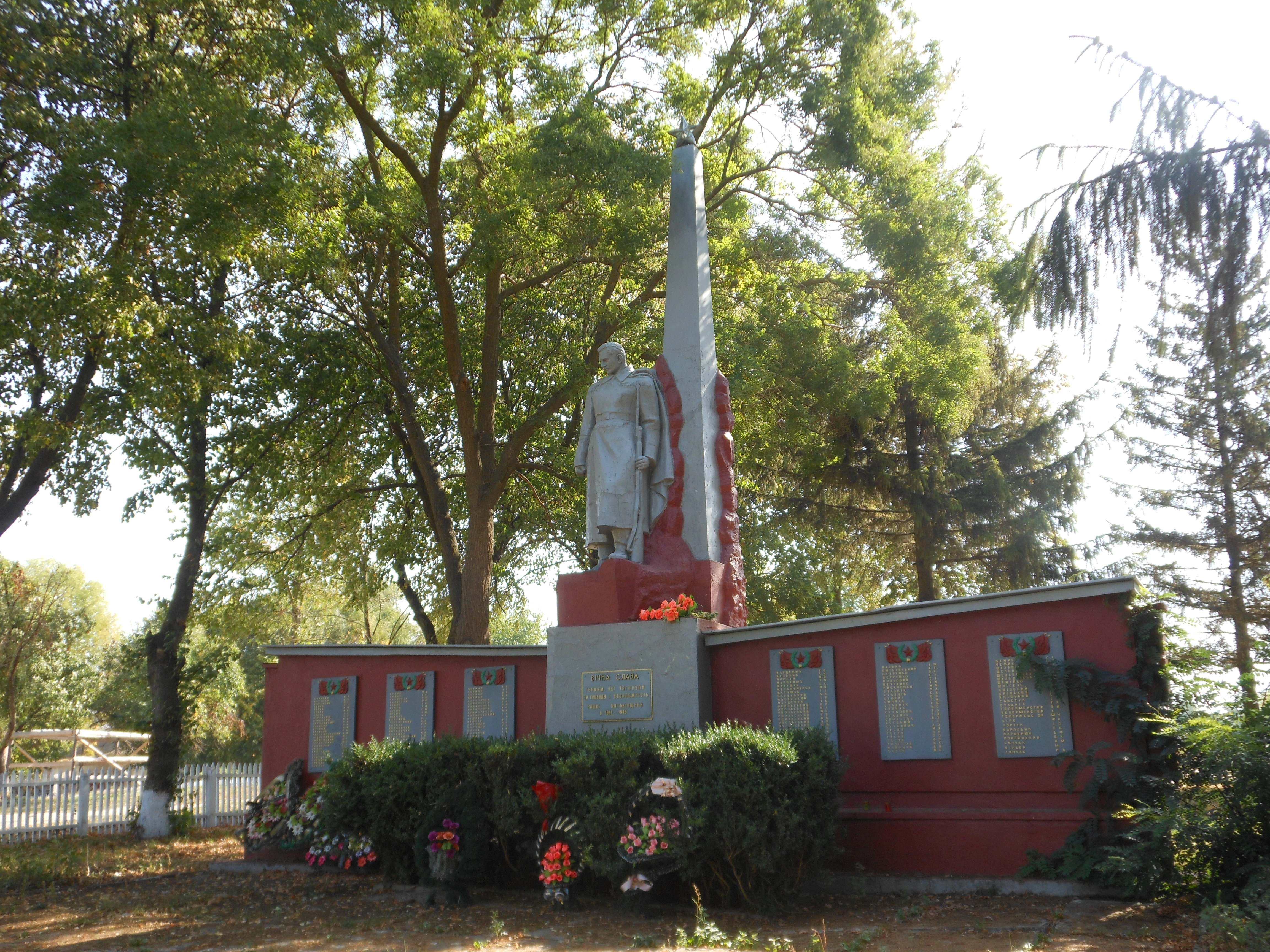
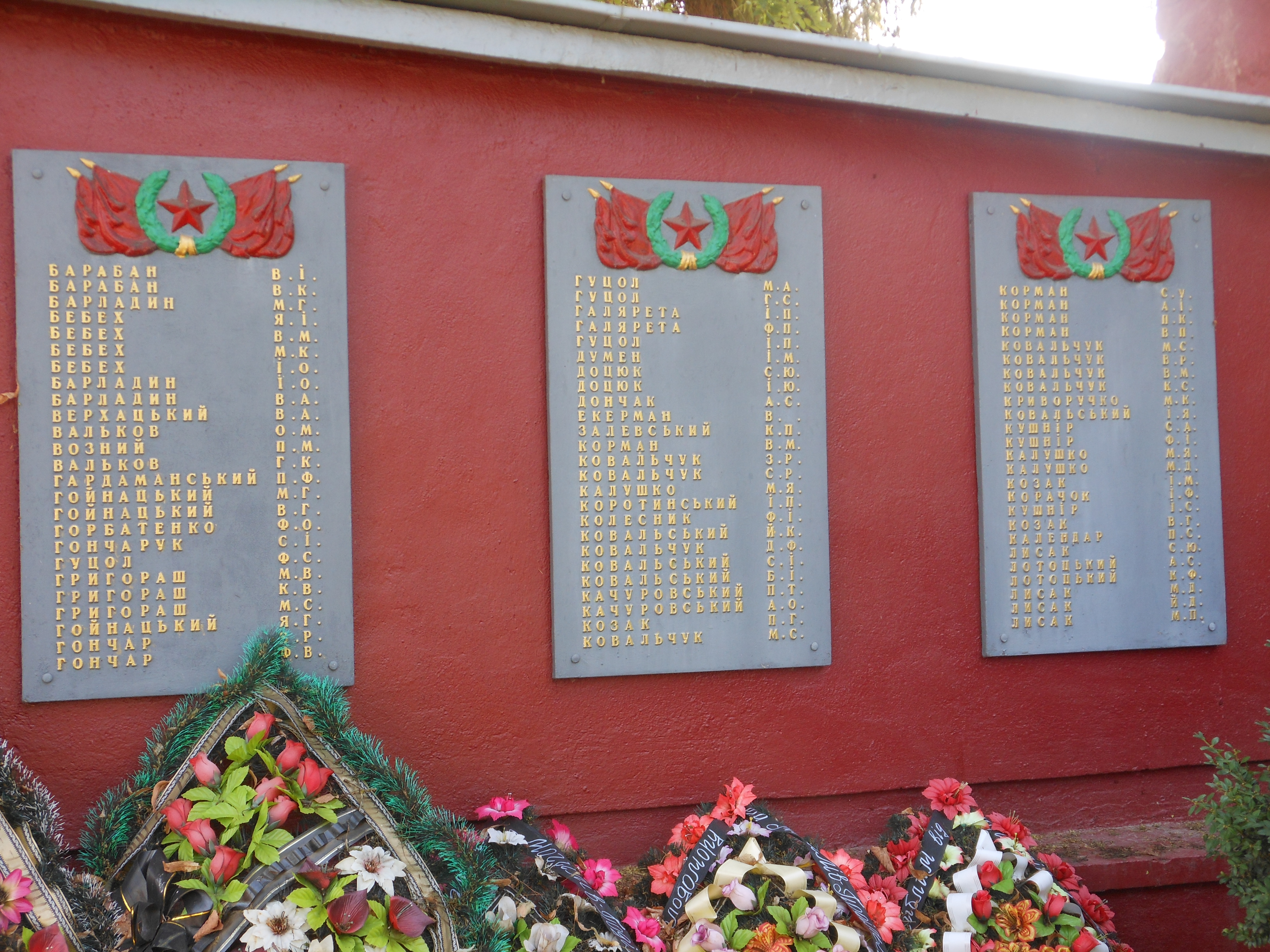
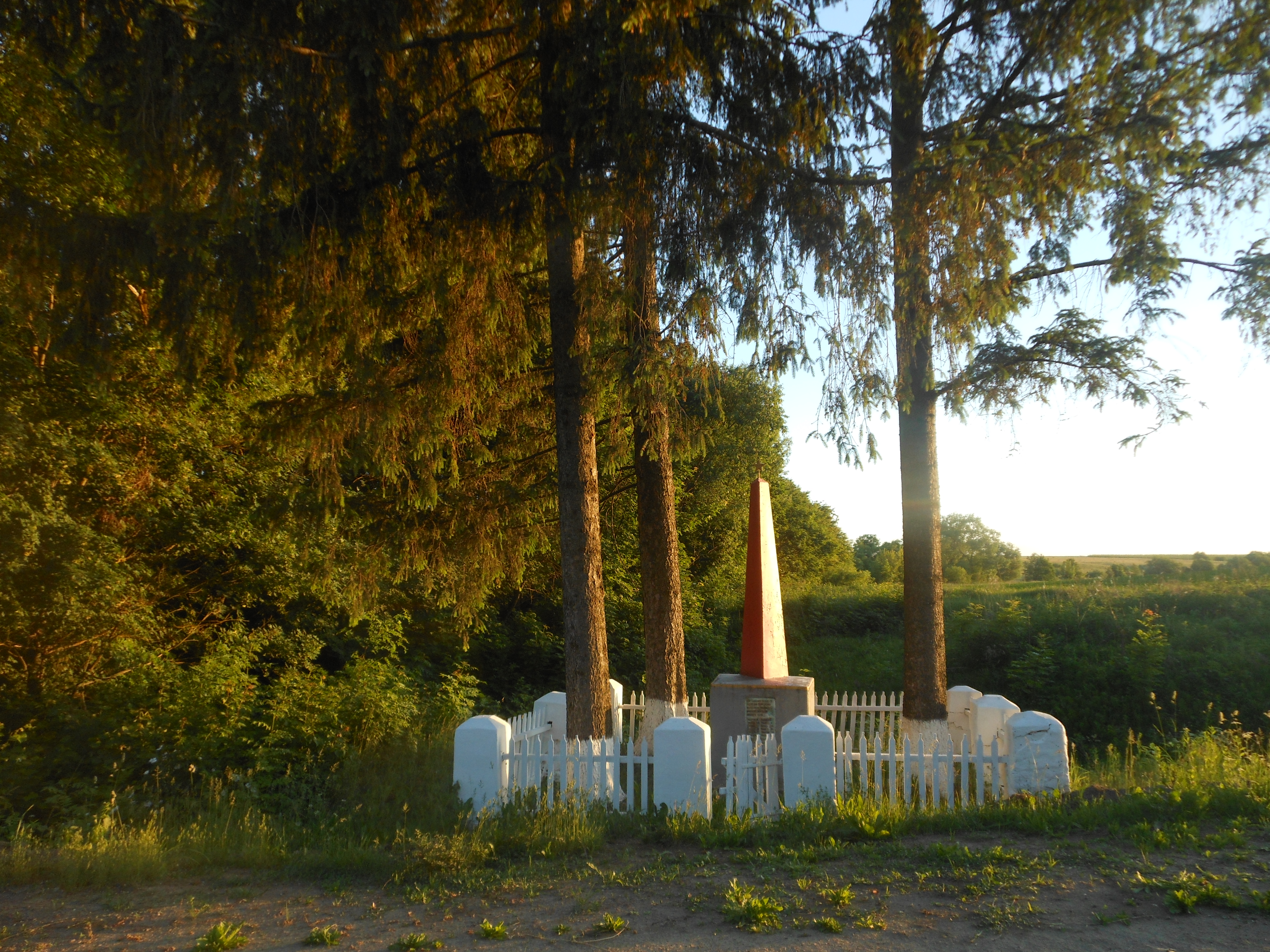
Обеліск пам'яті 12 жителям села, розстріляним нацистами